# Eloíno Nácar Fuster
Eloíno Nácar Fuster (1870, Alba de Tormes - 1948) fou un sacerdot espanyol, catedràtic i consultor de la Comissió Pontifícia Bíblica. Realitzà juntament amb Alberto Colunga una traducció crítica, literal i directa de l'hebreu, arameu i grec al castellà de la Bíblia, versió coneguda com a Nácar-Colunga, que després de vint edicions és considerada per molts la millor traducció de les Santes Escriptures al castellà.

## Obres
- Nácar Fuster, Eloíno Y Colunga Cueto, Fr. Alberto, Los Cuatro Evangelios. Versión Directa Del Texto Original Griego. Editorial Católica, 1954.
- Sagrada Biblia, versión directa de las lenguas originales por Eloíno Nácar Fuster y Alberto Colunga, Madrid: Biblioteca de Autores Cristianos, 1944.